# NGC 268
NGC 268 é uma galáxia espiral barrada (SBbc) localizada na direcção da constelação de Cetus. Possui uma declinação de -05° 11' 38" e uma ascensão recta de 0 horas, 50 minutos e 09,4 segundos.
A galáxia NGC 268 foi descoberta em 22 de Novembro de 1785 por William Herschel.